# Grindavíkurbær
Grindavíkurbær és un municipi d'Islàndia, a la regió de Suðurnes. Té una extensió de 424,6 km² i una població de 1.246 habitants l'1 de gener de 2025.
La principal població del municipi és Grindavík.